# Cœlome
Le cœlome ou célome est la cavité générale (dite cœlomique), complètement bordée par le mésoderme, qui en forme la membrane. Les animaux qui possèdent un véritable cœlome, comme les Annélides, les Panarthropodes, les Brachiopodes, les Échinodermes, les Siponcles, les Nématozoaires, les Mollusques ou les Chordés, sont dits cœlomés ou cœlomates (un terme sans valeur taxinomique car il rassemble des taxons polyphylétiques).

## Avantages conférés par la présence d'un cœlome
Le cœlome confère plusieurs avantages aux animaux. Il laisse un espace où les organes peuvent croître. Le fluide qu'il contient facilite la circulation, et peut servir à tamponner les variations de températures et à absorber les chocs. Il permet de construire un squelette hydrostatique efficace. Le fluide qui baigne les organes internes peut être filtré pour éliminer les déchets métaboliques. Enfin, il permet au tube digestif de se mouvoir indépendamment du corps de l'animal.

## Le cœlome chez l'embryon humain
Chez l'embryon humain, on distingue deux cœlomes : 
- Le cœlome intra-embryonnaire qui est creusé dans le mésoblaste des lames latérales, il se cloisonne pour donner naissance aux cavités séreuses de l'organisme : pleurale, péricardique et péritonéale.
- Le cœlome extra-embryonnaire est la partie du  cœlome creusée dans la cavité choriale située en dehors de l'embryon autour de la vésicule vitelline secondaire. Ce cœlome  est limité par la somatopleure extra-embryonnaire (à l'origine des structures conjonctives de la paroi du corps) et la splanchnopleure extra-embryonnaire (qui est à l'origine de la vascularisation et des structures conjonctives au voisinage des viscères).